# کورخوف دروگی
کورخوف دروگی (به لهستانی:  Korchów Drugi) یک روستا در لهستان است که در گمینا کشنژپول واقع شده‌است. کورخوف دروگی  ۲۶۶ نفر جمعیت دارد.